# 龍巖 (大字)
23°43′19″N 120°19′14″E / 23.721957°N 120.320671°E
龍巖，是台灣雲林縣褒忠鄉的一個傳統地域名稱，位於該鄉中部、北部及西北部。相較於今日行政區，其範圍大致包括龍岩村西大半部、田洋村、有才村不含南部凸出部分、埔姜村北半部。

## 歷史
台灣清治末期至日治初期，龍巖地區為一街庄，稱為「龍巖庄」，隸屬於布嶼堡。該庄北隔新虎尾溪與興化厝庄、大有庄、阿勸庄、新庄仔庄為界，東與潮洋厝庄為鄰，南邊為埔姜崙庄，西南邊為馬鳴山庄，西邊為同安厝庄。
1901年（日治明治三十四年）11月，全台廢縣廳改設二十廳，該庄隸屬於斗六廳。1903年（明治三十六年）6月，該庄編入「埔姜崙區」，隸屬於斗六廳。1909年（明治四十二年）10月，合併二十廳為十二廳，埔姜崙區改隸屬於嘉義廳。1920年（大正九年），全台地方制度大改正，廢十二廳改設五州二廳，該庄改制為「潮洋厝」大字，隸屬於臺南州虎尾郡土庫庄。1943年10月，土庫庄升格為土庫街。
戰後土庫街改制為土庫鎮，隸屬於臺南縣，大字亦改制為里。1946年1月23日，土庫、褒忠分治，本地區改隸屬於新成立的褒忠鄉，里亦改制為村。1950年10月，雲、嘉、南分治，褒忠鄉改隸屬於雲林縣。

## 聚落
本地區發展較早的聚落有三塊厝（三合）、龍岩厝、田洋（頂田洋、下田洋）、有才藔、孫厝等，在日治期初期的官方地圖上已有記載。此外，本地區尚有北興聚落。

## 交通
省道台19線又稱「中央公路」，是彰化至台南永康的幹道，大致以東北微北—西南微南走向到達本地區東部邊界中央偏南處，轉南微西沿邊界行一小段路後，因邊界線西移而出境。由該道路向東北微繞大彎轉東再繞大彎轉北北東可前往土庫西北端、崙背、二崙西北部、竹塘等地；向南微西繞過褒忠市區（埔姜崙）後可前往元長、北港、六腳等地。
縣道158號（中正路、三民路、中正路）是台西鄉海口至斗南鎮北勢仔的道路，大致以西南微西—東北微東走向經一連串彎道轉西南西—東北東走向經過本地區南部邊界外不遠處的褒忠市區（埔姜崙）。由該道路向西南微西經省道台78線（東西向快速公路－台西古坑線）高架橋下可前往東勢、台西並止於省道台17線路口；向東北東繞過馬公厝南側並經縣道158甲線路口後可前往虎尾、斗南並止於省道台1線路口。
縣道158甲線（民生路）是台西鄉崙子頂至竹山鎮桶頭的道路，大致以西向東轉西南西—東北東走向再轉西北—東南走向再轉西北西—東南東走向經過本地區中部偏南地帶。由該道路向西可前往東勢北部、台西並止於省道台17線路口（並行的省道台61線高架道路下）；向東南東經省道台19線路口後可前往土庫、虎尾南端、斗南、古坑、竹山等地。
鄉道雲9線是豐榮（貓兒干）至褒忠（埔姜崙）的道路，大致以北向南由本地區北部邊界中央地帶入境，其後轉南南東蜿蜒而行，經縣道158甲線路口後轉南再轉南南西以至於本地區南部邊界中央處出境。由該道路向北可前往大有、貓兒干並止於縣道154號路口；向南可前往褒忠市區（埔姜崙）並止於縣道158號舊線（中正路）路口。
鄉道雲107線是龍岩（龍巖）至大廍的道路，其北側端點（起點）位於本地區東部略偏南龍巖聚落南側的縣道158甲線路口。由此向南南西行，至本地區南部邊界東側轉南出境後可前往埔羗崙地區北部略偏東的大廍聚落西側並止於省道台19線舊線（三民路）路口。
鄉道雲111線是有才（有才寮）至褒忠（埔姜崙）的道路，其北側端點（起點）位於本地區西部有才寮聚落南側邊界外不遠處的縣道158甲線路口。由此向南經馬鳴山轉東南微東，出境後可前往褒忠市區（埔姜崙）並止於鄉道雲9線路口。

## 學校
- 龍岩國小